# ME Műszaki Föld- és Környezettudományi Kar
A Miskolci Egyetem Műszaki Föld- és Környezettudományi Kara egyike a három legrégebbi képzésnek Miskolcon. Az elődjét, a Bányamérnöki Kart 1735-ben Selmecbányán alapították.

## Története
A Műszaki Földtudományi Kar (2000. január 1-je előtt Bányamérnöki Kar) őse az 1735-ben a világon elsőként Selmecbányán létesített bányászati tanintézet (Bergschule). A megalakulása idején az intézményben a tanulmányi idő két év volt. A tanintézet első, s egyben leghíresebb tanára Mikoviny Sámuel, korának legnagyobb mérnök-polihisztora volt. 1762-ben megkezdődött az első tanszék létesítésével a bányászati akadémia szervezeti felépítése. 1770-ben a bécsi udvari kamara az eddigi két évfolyamos oktatást három évfolyamra növelte, s három tanszékes akadémiát (Academia Montanistica, Bergacademie) szervezett. A bányászati tanszékre Christoph Traugott Delius-t, a világhírű bányaműveléstan könyv szerzőjét nevezik ki vezetőnek. Az 1770-et követő évtizedekben a selmeci akadémia a bányászati-kohászati tudományok egyik európai központja lett. Számos külföldi szakember és tanulni vágyó fiatal kereste fel az akadémiát, s töltött hosszabb-rövidebb időt az intézményben hallgatva az előadásokat és dolgozva a laboratóriumokban. 1846-tól az intézmény neve Bányászati és Erdészeti Akadémia (K.K. Berg- und Forstakademie) lett. 1848]]/49-ben a magyarországi hallgatók az 1848–49-es forradalom és szabadságharc oldalára álltak, az ausztriai és cseh-morvaországi hallgatók többsége pedig elhagyta Selmecet. A Selmecről eltávozott ausztriai hallgatók részére Leobenben, a cseh-morvaországi hallgatók részére pedig Pribramban szerveztek tanintézetet, amelyek később akadémiai rangra emelkedtek.
A kiegyezéssel a selmeci akadémia magyar állami intézmény lett, Magyar Királyi Bányászati és Erdészeti Akadémia néven. A magyar oktatási nyelvet 1868 és 1872 között fokozatosan vezették be. Ez a tény, valamint a leobeni és pribrami tanintézetek megerősödése az akadémia nemzetközi vonzását lényegesen csökkentette. 1872-ben alapvetően megreformálták az akadémia szervezetét és oktatását. Az eddigi egységes bányászképzést, mely elnevezés az akkori szaknyelvben egyaránt jelentett bányászatra, kohászatra és pénzverésre való kiképzést, négy szakra választottál szét: bányászati, fémkohászati, vaskohászati, valamint gépészeti és építészeti szakra. Az erdészképzés két szakon folyt: általános erdészeti és erdőmérnöki szakon. Az intézmény 1904-től Bányászati és Erdészeti Főiskolaként működött. 1919-ben – miután Selmecbánya a megalakuló Csehszlovákiához került – a főiskola Sopronba települt át. 1922-től Bányamérnöki és Erdőmérnöki Főiskola elnevezést kapott. 1934-ben a főiskola az újonnan megszervezett országos jellegű József Nádor Műszaki és Gazdaságtudományi Egyetem bánya-, kohó- és erdőmérnöki kara lett, huszonhét tanszékkel.
1949-től Miskolcon, új alapítású Nehézipari Műszaki Egyetemen megalakult a Bányamérnöki Kar. Ekkor kezdődött az 1948-ig egységes bányászati képzés szétválása, szakosodás kialakulása. A bányamérnökképzés 1959-ig olyképpen oszlott meg Miskolc és Sopron között, hogy az első két évfolyamot Miskolcon, a felsőbb évfolyamokat Sopronban oktatták. Ez a megosztottság 1959-ben, a bányász szaktanszékek Miskolcra településével szűnt meg. A Kar oktatási és tudományos tevékenységének fejlődésével szükségessé vált több területen is bizonyos tanszékek szakmai szétválása, új szaktanszék létesítése.
Az 1992-ben kialakított szervezeti felépítésnek megfelelően öt intézetben 12 tanszék működik. A Kar oktatási és kutatási tevékenységének kiszélesedése, részben átalakulása indokolttá tette a kar elnevezésének megváltoztatását is. A Kar elnevezése ezért 2000. január 1-jétől Műszaki Földtudományi Kar, majd 2022-ben Műszaki Föld- és Környezettudományi Kar lett.
A kar dékánjai:
- Falk Richárd (1959-1961)
- Gyulay Zoltán (1961-1964)
- Szilas A. Pál (1964-1968)
- Richter Richárd (1968-1971)
- Tarján Iván (1971-1974, 1984-1987)
- Takács Ernő (1974-1977, 1978-1984)
- Kovács Ferenc (1977-1978, 1994-2001)
- Somosvári Zsolt (1987-1994)
- Bőhm József (2001-2009)
- Tihanyi László (2009-2013)
- Szűcs Péter (2013-2020)
- Mucsi Gábor (2020-)

## Bolognai rendszerben oktatott szakok

### Alapképzés
- Műszaki földtudomány (BSc)
  - Bánya- és geotechnikai specializáció
  - Nyersanyagelőkészítési specializáció
  - Földtudományi specializáció
  - Olaj- és gázmérnöki specializáció
- Környezetmérnök (BSc)
  - Geokörnyezetmérnöki specializáció
  - Környezettechnikai specializáció
- Földrajz (BSc)
  - Geoinformatikus specializáció

### Mesterképzés
- Bánya- és geotechnikai mérnök (MSc)
- Előkészítéstechnikai mérnök (MSc)
- Földtudományi mérnök (MSc) (angol és magyar nyelven)
- Geográfus (MSc)
- Hidrogeológus mérnök (MSc) (angol és magyar nyelven)
- Környezetmérnök (MSc)
- Olaj- és gázmérnök (MSc)
- Szénhidrogénkutató földtudományi mérnök (MSc) (angol nyelven)